# Бубнова
Бубно́ва (рос. Бубнова) — присілок у складі Каменського міського округу Свердловської області.
Населення — 36 осіб (2010, 41 у 2002).
Національний склад станом на 2002 рік: росіяни — 98 %.